# Gemma Prat
Gemma Prat Termens (Barcelona, España, 22 de octubre de 1968) es una cantante española conocida por haber sido integrante del grupo musical español Parchís.
Gemma es hija de Charo Termens. Sus hermanos Marta y Carlos le inculcaron el gusto por la música, por lo que asistió a la convocatoria para entrar a formar parte del grupo Parchís. Representó a la ficha verde en el grupo y su rol no era principal (incluso, en la primera película sólo interviene en las canciones y en el final de la misma), aunque gracias a su timidez y carácter maternal, paciente y dulce, se ganó a gran parte de los seguidores del grupo. Además, Gemma llegó a grabar tres canciones como solista: Una casita en Canadá, Tal para cual y Scooby Doo.
Desde incluso antes de que se disolviera Parchís, Gemma siempre afirmó que le encantaría ser educadora. Se decantó por estudiar puericultura, y trabaja en su propio jardín de infancia. Se casó con su novio de siempre (con el cual ya estaba cuando aún formaba parte del grupo) y tiene una hija que se llama Mireia. Decidió asentar su residencia en Barcelona, su ciudad natal.

## Filmografía
- Ritmo a todo color - Gemma - (Máximo Berrondo, 1980)
- La guerra de los niños - Gemma - (Javier Aguirre Fernández, 1980)
- Su majestad la risa - Gemma - (Ricardo Gascón, 1981)
- Los Parchís contra el inventor invisible - Gemma - (Mario Sábato, 1981)
- La segunda guerra de los niños - Gemma - (Javier Aguirre Fernández, 1981)
- Las locuras de Parchís - Gemma - (Javier Aguirre Fernández, 1982)
- La magia de los Parchís - Gemma - (Mario Sábato, 1982)
- La gran aventura de los Parchís - Gemma - (Mario Sábato, 1982)
- Parchís entra en acción - Gemma - (Javier Aguirre Fernández, 1983)